# Соссюр, Никола Теодор де
Никола́ Теодо́р де Соссю́р (фр. Nicolas-Théodore de Saussure; 14 октября 1767, Женева — 18 апреля 1845, там же) — швейцарский биолог, химик и биохимик. Третье поколение научной династии де Соссюров.
Член-корреспондент Парижской академии наук (1808), иностранный член Лондонского королевского общества (1820).

## Биография
В молодости сопровождал своего отца Ораса Бенедикта де Соссюра в его альпийских экспедициях (в том числе в восхождении на Монблан 1787 год), помогая ему в геофизических исследованиях.
Затем, под впечатлением работ Лавуазье, увлёкся химией. Занимался проблемами анализа органических соединений, определил химический состав эфира, этилового спирта и других широко распространённых веществ.
Изучал также процессы ферментации.
Внёс большой вклад в биохимические исследования жизни растений — в частности, показав, что увеличение массы растения по мере его роста связано одновременно с усвоением углекислоты и воды (тем самым заложив основу для искусственного фотосинтеза).
В 1804 году Соссюр подтвердил и дополнил результаты работ Ингенхауза и Пристли о том, что выдыхаемый животными углекислый газ поглощается растениями, взамен которой растения выделяют при свете кислород — газ, необходимый для животных; что растениям не чужд и противоположный процесс — поглощение кислорода и выделение углекислоты, процесс, совершенно аналогичный дыханию животных. Соссюр выяснил точнее отношение растений к свету и углекислоте воздуха, показал, что зола растений является не случайной, ненужной частью организма, а наоборот, необходимым питательным веществом, поглощаемым растением из почвы при помощи корней. Заслуги Соссюра в этом отношении весьма велики, и по справедливости его должно считать основателем физиологии питания растений.
В 1802—1835 годах был профессором минералогии и геологии Женевского университета. Был членом Женевского городского совета.
Именем Соссюра Декандоль назвал в 1810 году род растений семейства Астровые — Соссюрея (Saussurea DC.)